# Monowai (volcan)
Pour les articles homonymes, voir Monowai et Orion.
Le Monowai ou Orion, en anglais Monowai Seamount et Orion Seamount, est un volcan sous-marin de l'océan Pacifique situé dans les îles Kermadec appartenant à la Nouvelle-Zélande. Il se compose de plusieurs cônes volcaniques disposés autour d'une caldeira.

## Géographie
Le Monowai se trouve dans le Sud-Ouest de l'océan Pacifique, entre les îles Kermadec situées au sud et les Tonga et Fidji situées au nord.
Il est construit à l'extrémité méridionale de la ride des Tonga, une chaîne de montagnes sous-marines bordée par la fosse des Tonga à l'est. Il est composé d'une caldeira de 11 kilomètres de longueur et 8,5 kilomètres de largeur pour une profondeur supérieure à 1 500 mètres. Cette dépression constitue la partie nord-est du volcan. Plusieurs cônes se situent autour de cette caldeira, notamment vers le sud-ouest où se trouve le point culminant du volcan à 132 mètres sous le niveau de la mer. D'autres petits cônes satellites s'égrènent vers le nord et l'ouest.

## Histoire
Le Monowai est découvert lors de campagnes d'exploration bathymétrique mais ce n'est qu'en 1977 qu'il est identifié comme étant un volcan alors qu'il est en éruption en avril. Depuis cette date, 19 autres éruptions ont été enregistrées par la méthode du canal SOFAR utilisant les ondes acoustiques,. En surface, les manifestations de ces activités se traduisent par l'éclatement de bulles de gaz, une coloration de l'eau, des colonnes d'eau ascensionnelles et parfois des grondements. Ce type de signaux seraient à l'origine de l'identification d'un récif en 1944 dans le secteur du volcan mais il s'agirait plus vraisemblablement d'un radeau de ponce ou d'une agitation anormale de la surface de l'océan liée à une éruption.